# Mise en équation
En mathématiques, et plus particulièrement en algèbre, la mise en équation désigne la transformation d’un problème, exprimé en langage ordinaire, ou provenant d’une autre branche des sciences ou de la technologie, en une équation (ou plusieurs équations selon la complexité du problème initial). Cette transformation permet enfin d’utiliser les méthodes de la théorie des équations pour résoudre le problème initial.
Par extension, « mettre en équation » peut désigner toute mathématisation d’un phénomène aboutissant à divers types de formules mathématiques, par exemple à des équations différentielles ou aux dérivées partielles.  La mise en équation d’un phénomène intervient couramment dans l’ensemble des sciences et des techniques et est liée à la modélisation.
En France, l'initiation à la mise en équation ordinaire est abordée dès le niveau du collège et joue un rôle important dans le programme de mathématiques de l’enseignement secondaire.

## Les quatre étapes de la mise en équation
Les manuels distinguent quatre étapes dans la mise en équation d’un problème :
1. Choix de l’inconnue (ou des inconnues) : Il s’agit de décider quelle quantité dans l’énoncé du problème va être représentée par un symbole algébrique, et utilisée comme inconnue. Dans les problèmes simples, on choisit directement la quantité (ou les quantités) dont le problème demande la valeur. Dans des problèmes plus complexes, il peut être approprié de choisir différemment les inconnues, de manière à simplifier les équations à résoudre.
2. Mise en équation proprement dite : Elle consiste à exprimer toutes les données pertinentes du problème en fonction de l’inconnue (ou des inconnues), de manière à obtenir une ou plusieurs équations.
3. Résolution des équations : Elle est purement mathématique, dans le sens où on applique au cas étudié les règles de calcul algébrique et les procédures de résolution établies de manière générale.
4. Vérification et élimination des solutions étrangères : les valeurs (ou le(s) équation(s) résultante(s), selon le type de problème) trouvées dans la troisième étape, retranscrites si besoin est dans le langage du problème, doivent être des solutions du problème de départ. En particulier, il est important d'éliminer les solutions étrangères qui peuvent avoir été introduites dans le processus de résolution par certaines opérations multi-valuées, comme la prise d'une racine carrée.

## Avantages de la démarche
Le principal avantage de la démarche est de disposer d’un outil puissant, en l’occurrence le calcul algébrique, qui permet d’organiser la recherche des solutions de manière systématique. Il n’est plus nécessaire  de reproduire  pour chaque cas particulier le cheminement de calculs numériques allant des données du problème à sa solution. Les deux premières étapes, la mise en équation, permettent de ramener le problème particulier à  un cadre général de résolution. La technique de mise en équation apporte « une façon de structurer les données de l’énoncé » et a pu être décrite comme une technique qui « pense à notre place ».
Un autre avantage potentiel consiste dans le fait que plusieurs problèmes d’apparence très variée peuvent par la mise en équation être ramenés à la même équation. Ceci permet de mettre en évidence certaines analogies comme toutes celles que l'on trouve entre la mécanique et l'électricité.

## Exemples

### Exemple 1: Mise en équation d’un problème arithmétique
ProblèmeUn père a le triple de l’âge de sa fille. Dans 10 ans il en aura le double. Quel est l’âge des deux ?
- Première étape : on peut choisir par exemple comme inconnue x l’âge de la fille.
- Deuxième étape (mise en équation) : on exprime toutes les données du problème en fonction de x. L’âge actuel du père est 3x, son âge dans 10 ans est 3x+10, l’âge de la fille dans 10 ans est x+10. Donc on a l’équation 3x+10=2(x+10).
- Troisième étape : on résout cette équation en utilisant le calcul algébrique. On a 3x–2x=20–10, soit x=10.
- Quatrième étape : on vérifie que la valeur trouvée donne la solution au problème, la fille a 10 ans et le père 30 (ce qui fait bien le triple), dans 10 ans, elle aura 20 ans et son père aura 40 ans (soit le double).

Remarque : on aurait pu choisir comme inconnue à la première étape l’âge du père, ou bien choisir deux inconnues (âge du père et âge de la fille). Les équations intermédiaires sont éventuellement différentes, mais le résultat final est inchangé.

### Exemple 2: Mise en équation d’un problème géométrique
ProblèmeOn donne des points distincts A, B, C, D, E, tels que ABCD soit un carré, ABE soit un triangle rectangle en A et que la longueur AE soit de 3 cm. Quelle doit être la longueur du côté du carré ABCD pour que l’aire du carré et l’aire du triangle soient égales ?
- Première étape : on peut choisir par exemple comme inconnue x la mesure en cm du côté du carré.

- Deuxième étape : on met en équation en exprimant les données du problème en fonction de x. L’aire du carré ABCD est x2 et l’aire du triangle ABE est 1/23×x. Le problème devient alors de trouver x tel que ces deux aires soient égales, ou encore que x vérifie l’équation x2–1,5 x = 0.

- Troisième étape : on résout l’équation en utilisant le calcul algébrique standard, on trouve deux valeurs possibles x= 0 ou x= 1,5.

- Quatrième étape : on revient à la formulation initiale pour vérifier si les valeurs trouvées sont des solutions du problème de départ. La solution x= 0 ne convient pas, car alors le carré ABCD se réduirait à un seul point, la solution du problème est la valeur 1,5.

### Exemple 3: Mise en équation d’un problème avec paramètres
ProblèmeUn mélange, dont on connait la masse m, est composé de deux constituants. Connaissant le prix P du mélange global ainsi que le prix par unité de masse de chacun des constituants, peut-on déterminer les quantités de chacun des constituants entrant dans la composition du mélange ?
- Première étape : on choisit comme inconnues x et y les quantités cherchées de chaque constituant, exprimées en unité de masse.
- Deuxième étape : en appelant P1 et P2 les prix unitaires constants de chaque constituant, on met en équation le problème : 
  - la somme x + y  exprime la masse m du mélange.
  - la somme des produits xP1 + yP2 exprime le prix P du mélange global.

On obtient donc un système de deux équations du 1er degré à deux inconnues, avec paramètres.
- Troisième et quatrième étapes : ce système de deux équations à deux inconnues pourra alors être traité comme un problème d'algèbre élémentaire, et les valeurs trouvées (selon les paramètres P1 et P2) vérifiées.

### Exemple 4: Optimisation du volume d'un bac parallélépipédique
ProblèmeOptimiser les dimensions d'un bac parallélépipédique réalisé à partir d'un flan rectangulaire dont on connaît la longueur et la largeur. Pour réaliser un tel bac il faudra donc découper dans chaque coin du flan un carré dont la longueur du côté correspondra à la hauteur du bac.
- Première étape : on choisit l’inconnue x comme représentant la hauteur du bac.
- Deuxième étape (mise en équation) : avec a, la longueur du flan et x, la largeur du flan, l'équation du volume du bac, en fonction de x, est donnée par la formule

Soit

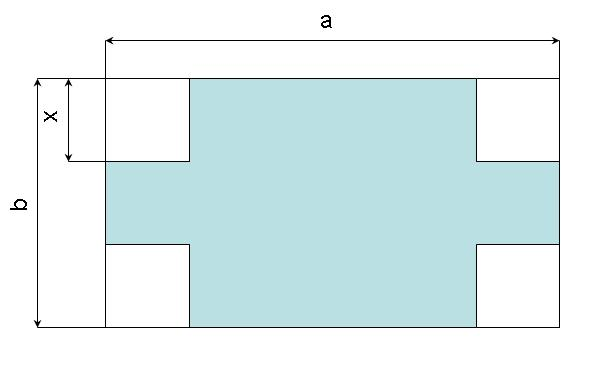
Flan à optimiser

- Troisième étape : le problème est traité à l'aide des outils mathématiques appropriés.

Le volume atteint un optimum local lorsque la dérivée {\displaystyle V'(x)} s'annule et change de signe :
Cette dérivée est une équation du second degré. Ses racines sont : 
La hauteur optimale du bac est l'une des deux valeurs : {\displaystyle x_{1}\quad {\text{ ou }}\quad x_{2}.}
- Quatrième étape: on peut alors vérifier si ces valeurs conviennent. En particulier, selon les valeurs initiales de a et b, l'une des deux solutions sera négative, celle qui correspond à la "mauvaise" prise de racine carrée.

### Exemple 5: La courbe du chien
Cette courbe, appelée aussi courbe de poursuite est celle décrite par un chien qui cherche à rattraper son maître en dirigeant à tout instant sa trajectoire vers lui. La mise en équation de ce problème aboutit à une équation différentielle du second ordre. Contrairement aux exemples 1 à 4, le résultat ne s'exprime pas sous la forme de nombres mais d'une équation de trajectoire.

## La mise en équation dans l’enseignement
En France, le programme actuel (2014) des collèges inclut : 
- pour la classe de 4e, « l’utilisation du calcul littéral pour la mise en équation et la résolution de problèmes divers », ainsi que la capacité de « mettre en équation et résoudre un problème conduisant à une équation du premier degré à une inconnue ».
- pour la classe de 3e, dans la section concernant les équations et systèmes d’équations du premier degré, l’apprentissage de la façon de  « mettre en équation un problème ».

Cependant l’algèbre et la mise en équations ne font pas partie du socle commun.
La mise en équation est donc liée à  la résolution de problèmes. Après avoir figuré régulièrement dans les manuels, cette procédure en a disparu à peu près complètement lors de la réforme dite des mathématiques modernes. Les approches didactiques récentes, qui encouragent un apprentissage fondé sur les problèmes, l’ont remise à l’honneur. 
En même temps,  des travaux et groupes de travail ont été consacrés aux multiples difficultés rencontrées par les élèves pour assimiler cette approche. Plusieurs facteurs ont été ainsi repérés :  la réticence des élèves à faire un détour par les équations pour résoudre un problème, la rupture que représente cette démarche par rapport aux démarches plus directement arithmétiques, le doute sur le choix des inconnues et sur leur interprétation, la mise en œuvre du langage symbolique, le statut de l’égalité, la complexité du retour au problème de départ et de la représentation de la situation correspondant aux valeurs trouvées, etc.
Une étude effectuée en Tunisie a aussi mis en évidence des interférences avec les différents langages utilisés (en l’occurrence, l’arabe, le français, et le symbolisme algébrique).